# 石鱼镇
石鱼镇，是中华人民共和国重庆市铜梁区下辖的一个乡镇级行政单位。

## 行政区划
石鱼镇下辖以下地区：
鱼兴社区、太康村、兴红村、东店村、联丰村、长乐村、盐田村、三和村和兴发村。